# Amazonfloden
Amazonfloden (portugisiska: Rio Amazonas, spanska: Río Amazonas) är en flod i Sydamerika. Det är världens mest vattenrika flod, med ett totalt flöde som är större än de åtta näst största floderna tillsammans, och en av jordens två längsta floder. Den är 7 025 kilometer lång, räknat från Río Apurímacs tillflöde till mynningen i Atlanten. År 2005 bestämdes flodens längd med hjälp av en Landsat satellit, av Paulo Robert Martini, till 7 040 kilometer, medan Nilens längd uppskattades till 6 857 kilometer.
Flodens källa är Apachetaklippan på 5 170 meters höjd vid Nevado Mismi i den peruanska delen av Anderna. Från Perus gräns flyter floden lugnt österut 3 000 kilometer genom regnskogen för att sedan mynna ut i Atlanten. Mellan Anderna och mynningen rinner flera hundra bifloder samman med Amazonfloden, bland annat Rio Negro från norr, och Rio Madeira, Tapajós och Xingu från söder. Amazonflodens vattendelare innesluter världens största flodsystem.
Amazonfloden släpper ut enorma mängder sötvatten i Atlanten, ungefär en femtedel av alla världens floders gemensamma vattenflöde. Under regnperioden kan utflödet vara hela 300 000 kubikmeter vatten per sekund men genomsnittet är dock 219 000 kubikmeter per sekund. Vattnet kan pressas ut 15 mil ut i havet. 30 mil ut i Atlanten från mynningen märks Amazonflodens slamfyllda vatten. Dess vattenmassa är större än alla Europas floder tillsammans. Massan kan växa flerfaldigt under regnperioden då floden kan höja sig med upp till 20 meter. Dess avrinningsområde omfattar 7 180 000 kvadratkilometer. Ett stort antal djurarter lever i Amazonfloden, däribland 2 500 olika fiskarter. Floden är seglingsbar upp till 3 400 km. 
Den första europén som seglade på Amazonfloden var spanjoren Francisco Orellana.

## Amazonas regnskog
I hela flodområdet finns inget större berg alls. Det är en stor skogsslätt, som långsamt sänker sig österut. Det ligger helt inom tropikerna och mottar över hela sin yta de tropiska regnens vattenmassor. Amazonfloden har därför mycket starka översvämningar som skulle ha varit ännu starkare om inte regnen i olika delar av dess avrinningsområde föll på olika tider.

## Avrinningsområde
Amazonasbäckenet är världens största avrinningsområde och omfattar runt 40 procent av Sydamerika eller ett område på runt 7 180 000 kvadratkilometer och sträcker sig från 5°N till 20°S. Flodens mest avlägsna källor ligger i Anderna, endast runt 10 kilometer från Stilla havet.
Området som är täckt av vatten i Amazonas och bifloderna mer än tredubblas inom årets lopp. Under den normala torkan är runt 110 000 kvadratkilometer land täckt av vatten, men under regnperioden stiger det översvämmade området av Amazonasbäckenet till 350 000 kvadratkilometer.
Vattenmängden som Amazonas för ut i Atlanten är enorm och kan under regnperioden kan den vara upp till 300 000 kubikmeter per sekund. Amazonas står för ungefär en femtedel av allt sötvatten som rinner ut i världshaven varje år. I havet utanför Amazonas mynning kan drickbart vatten hämtas från havet länge efter att kusten är utom synhåll och saltinnehållet i havsvattnet är mycket låg upp till 500 kilometer från kusten.

## Amazonflodens källa

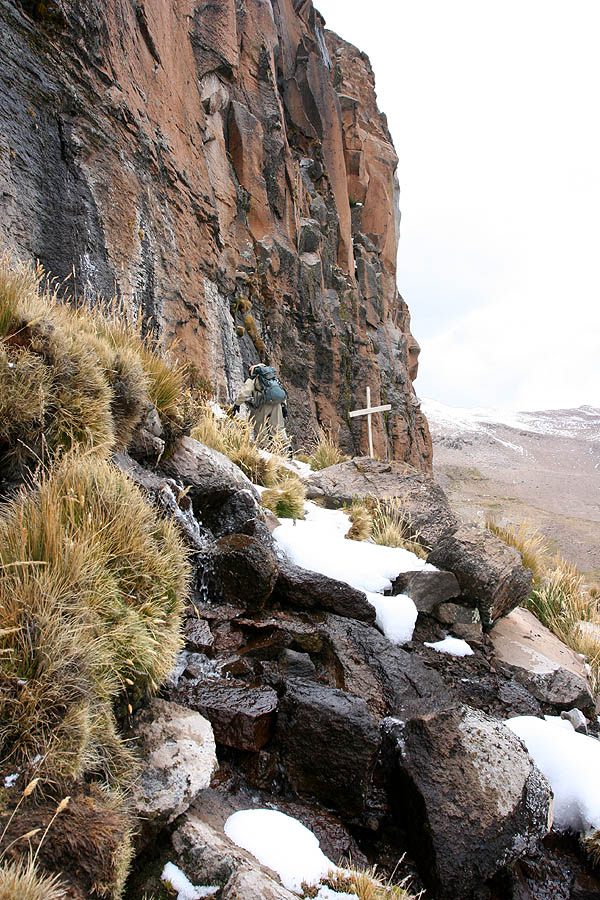
Amazonflodens källa vid ett enkelt träkors vid Apachetaklippan på berget Nevado Mismis sluttningar i Arequipa.

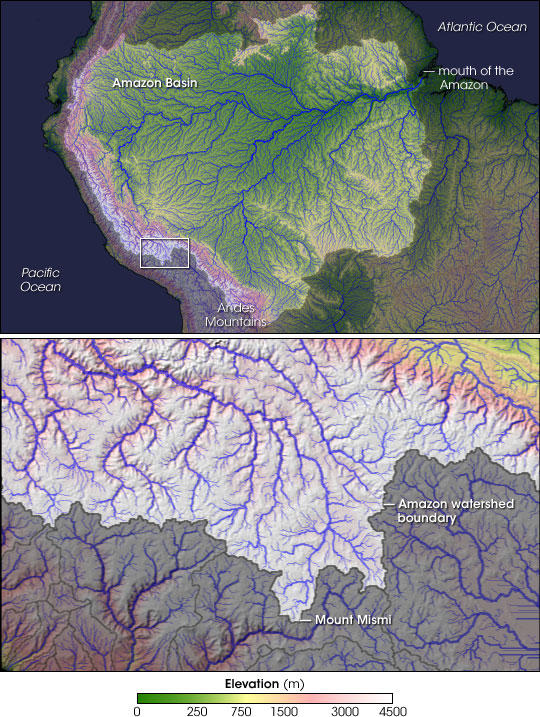
Amazonflodens källa.

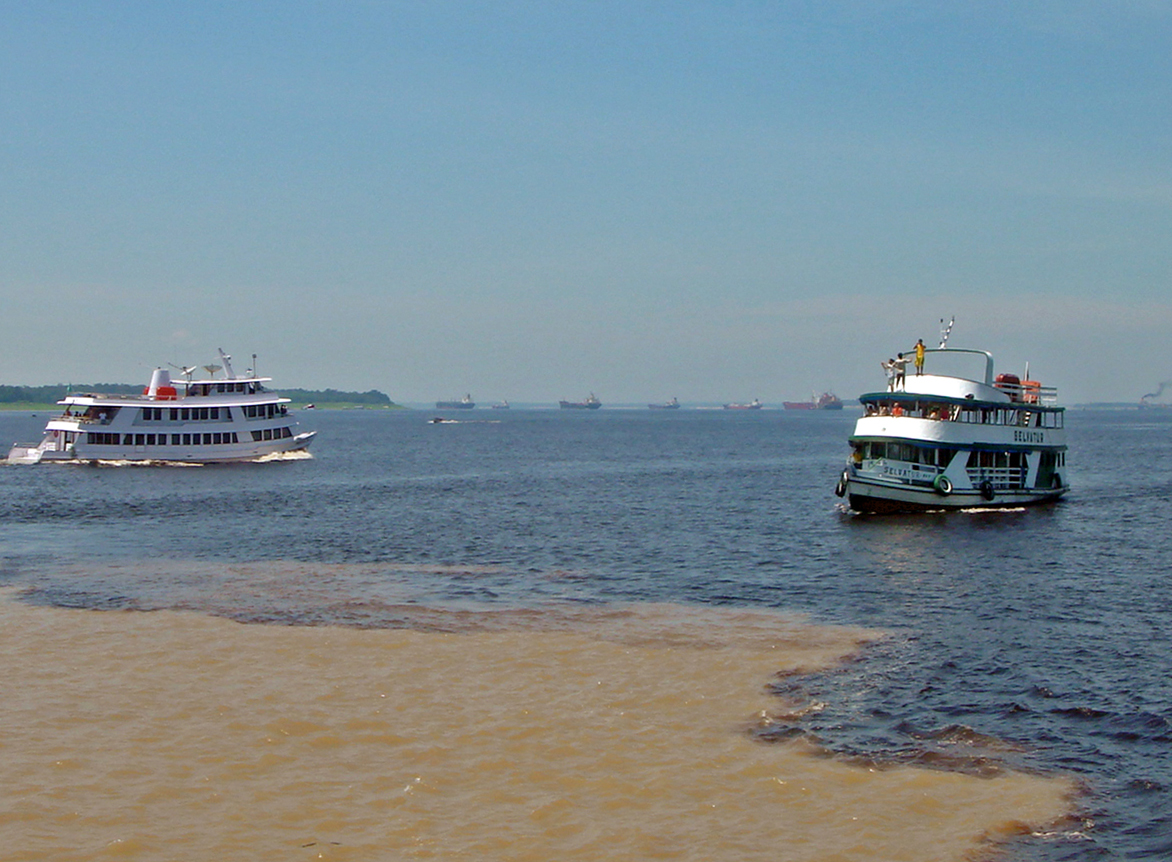
Vattnens möte är sammanflödet mellan de två floderna Rio Negro (det svarta vattnet) och Rio Solimões (det sandfärgade vattnet) nära Manaus, Brasilien.

Den övre delen av Amazonfloden består av en serie av stora flodsystem i Peru och Ecuador, varav vissa mynnar ut i Marañón och Ucayali medan andra mynnar direkt ut i Amazonfloden. Dessa omfattar bland annat: Morona, Pastaza, Nucuray, Urituyacu, Chambira, Tigre, Nanay, Napo, Huallaga och Ucayali. Huvudkällorna till Marañón, som man förr trodde var huvudkällan till Amazonfloden, har sina källor högt över Lauricochasjön i Peru, från glaciärerna i bergskedjan Nevado de Yarupa. Vattendragen färdas genom vattenfall och klyftor i ett högt beläget djungelområde som kallas pongo. Marañón rinner runt 1 600 kilometer från västcentrala till nordostliga Peru innan den mynnar ut i Ucayali, strax nedanför provinsstaden Nauta, för att bilda Amazonfloden.
Amazonflodens mest avlägsna källa blev fastställd under 1996, 2001 och 2007 som en glaciärbäck på det 5 597 meter höga snötäckta berget Nevado Mismi i Anderna (Peru), ungefär 160 kilometer väst om Titicacasjön och 700 kilometer sydost om Lima. Vattnet från Nevado Mismi rinner till Quebradas Carhuasanta och Apacheta, som mynnar ut i floden Apurímac som är en biflod till Ucayali som senare flyter samman med Marañón för att skapa Amazonfloden. Strax därefter möter det svarta vattnet från Rio Negro det sandfärgade vattnet från Solimões, för att under mer än 6 kilometer rinna sida vid sida utan att blanda sig med varandra.
Efter sammanflödet med Apurímac och Ucayali lämnar Amazonfloden Anderna och rinner ut på en flodslätt. Från denna punkt till mötet med Marañón, ungefär 1 600 kilometer, ligger de skogklädda flodbankar nära vattnet och är översvämmade långt innan floden når sin maximala vattennivå vid en översvämning. De låga flodbankarna är endast avbrutna av några få kullar, och floden rinner ut i Amazonas regnskog.
Flodsystemet och flodslätterna i Brasilien, Peru, Ecuador, Colombia och Venezuela vars vatten leds till Solimões, samt dess bifloder, kallas ”Övre Amazonas”. Amazonflodens huvudflod rinner mestadels genom Brasilien och Peru, och har bifloder in i Venezuela, Colombia, Ecuador och Bolivia.

## Mynning
Definitionen över vad som är Amazonflodens mynning, och hur bred den är, ses som en ouppklarad fråga. Detta på grund av områdets säregna utseende. I synnerhet om Paráfloden ska ses som en del av Amazonfloden eller som en egen flod och bara en fortsättning av Tocantins. Paráflodens mynning är 60 kilometer bred. Pará- och Amazonfloden är förbundna med varandra via ett antal "flodkanaler" kallade furos nära staden Breves. Mellan floderna ligger Marajó, världens största ö som bildas av en flod, nästan lika stor som Schweiz.
Om Paráfloden och Marajós havssidas längd inkluderas är Amazonflodens mynning ungefär 330 kilometer bred. Det är ungefär lika brett som Themsen i England är lång. I längdangivelsen här har man mätt från Cabo Norte, i den brasilianska delstaten Amapá till Ponta da Tijoca, nära staden Curuçá, i delstaten Pará.
Ett mer försiktigt mått över mynningens bredd är när man räknar bort Paráflodens mynning. Då kan man mäta från Araguarifloden till Ponta do Navio, på den norra delen av Marajó. Längden däremellan är över 180 kilometer.
Om man bara räknar med flodens huvudflödes mynning, som finns mellan öarna Curuá (Amapá) och Jurupari (Pará), blir flodens bredd cirka 15 kilometer.

## Europeiska resor
Amazonflodens mynning beskrevs för första gången av européer 1500 av Vicente Yáñez Pinzón, och källfloden Marañón 1541 av spanjorerna Francisco de Orellana och Gonzalo Pizarro. Källan till Río Apurímac som numera gäller som källflod nåddes först 2001. Bland de första utforskarna om Amazonfloden kan nämnas Alexander von Humboldt (1799), Johann Baptist von Spix och Carl Friedrich Philipp von Martius (1819–1820), prins Adalbert av Preussen (1842–1843), Francis de La Porte de Castelnau (1846), den amerikanska expeditionen 1850–1852 samt Louis Agassiz (1866–1867) med flera.
Amazonflodens namn uppkom efter Francisco de Orellanas strapatsrika resa. Orellana seglade 1541 från bifloden Napos inflöde via Marañón nedströms på Amazonfloden och kunde vid hemkomsten berätta om strider med indianer, anförda av kvinnor. Dessa sägner om amasoner torde ha gett upphov till flodens namn. Enligt andra skall infödingarnas namn på floden ha varit Amassona (”båtförstöraren”).
Platsen för Amazonasflodens källa har under århundraden varit omdebatterad, bland annat på grund av det stora antalet källflöden. Platsen för den största källflodens, Marañón, källa fastställdes 1909 av Wilhelm Sievers.

## Bifloder

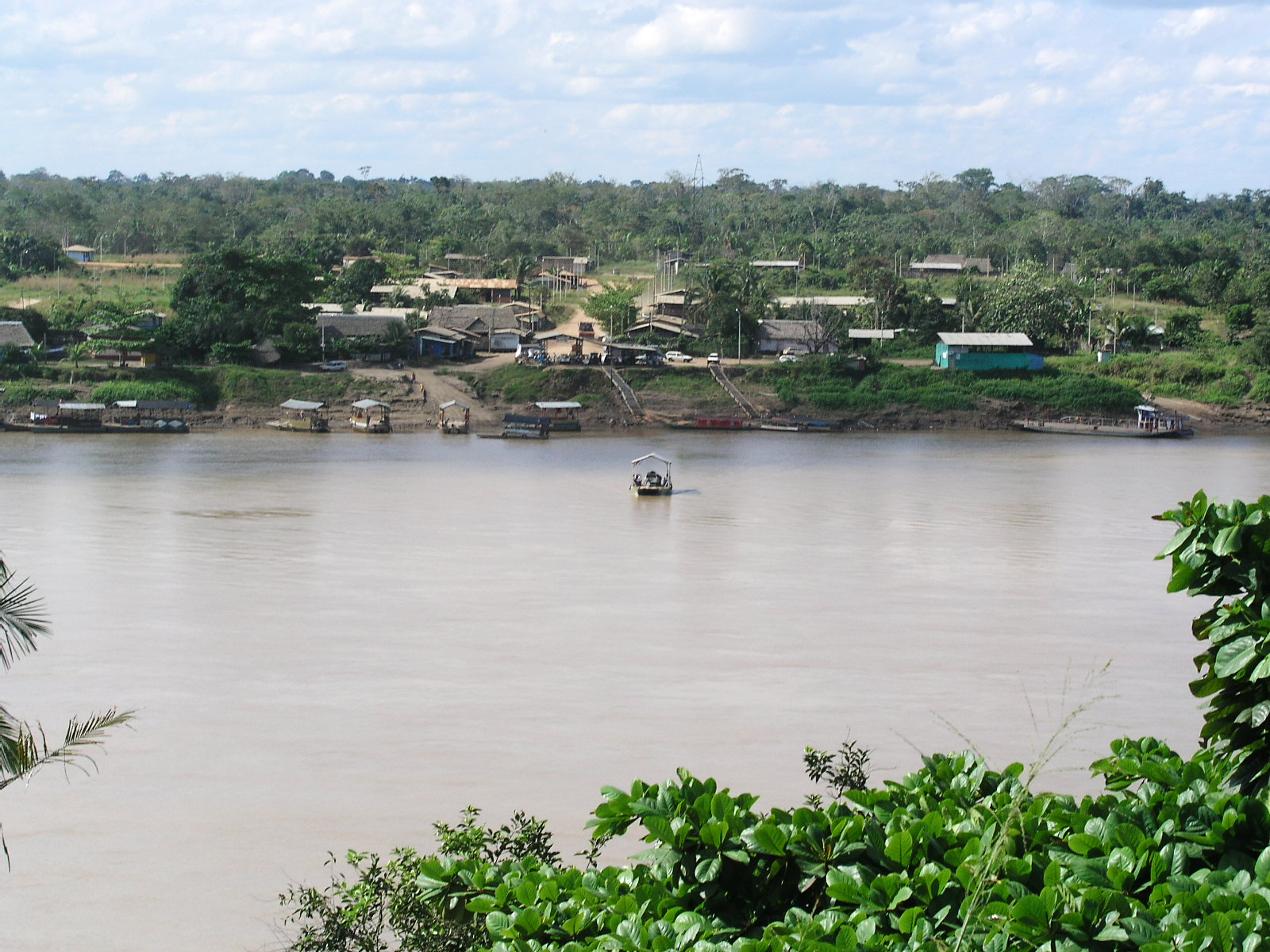
Bifloden Madre de Dios vid Iquitos

Amazonfloden har totalt sett cirka 1 100 bifloder (inklusive biflodernas bifloder etc), varav vilka cirka 17 är över 1 000 kilometer. De viktigaste är:
| - Branco - Casiquiarekanalen - Huallaga - Içá (eller Putumayo) - Javary - Juruá - Madeira - Marañón - Morona - Nanay - Napo | - Rio Negro - Pastaza - Purus - Tambo - Tapajós - Tigre - Tocantins - Trombetas - Ucayali - Xingu - Yapura |

Nämnvärd är även Shanay-Timpishka, känd för sina höga temperaturer.

## Flora och fauna
På Amazonfloden finns flera flytande öar. Dessa består av sammanlänkade trädstammar, vattenväxter som tappat kontakten med flodbottnen, rötter och gräs. Dessa öar kan bli över 100 meter långa och utgör en självständig biotop.
Det finns över 3 500 kända fiskarter som har sitt habitat i Amazonfloden. Flera av dessa är omtyckta matfiskar som svart pacu (Colossoma macropomum), arter från släktet Cichla eller arapaima (Arapaima gigas) som ibland blir över 2,5 meter lång och 150 till 200 kg tung.
Till de särskild hotade däggdjursarterna räknas amazonmanaten (Trichechus inunguis) och den rosafärgade amazondelfinen (Inia geoffrensis).